# Amanti (Franzoi)
Amanti è un dipinto di Sergio Franzoi eseguito nel 1960. Appartiene oggi alla collezione della Fondazione musei civici di Venezia sita nel palazzo di Ca' Pesaro nella Galleria Internazionale D'arte Moderna.

## Descrizione
L'opera rappresenta uno dei primi tentativi di superamento dell'arte puramente figurativa in favore di una pittura dal respiro più ampio con spessi contorni neri e figure che occupano sempre più l'intera superficie della tela ottenendo una scena di profonda liricità tra le due figure.